# 瓦朗
瓦朗（法語：Vallan，法語發音：[valɑ̃] ⓘ）是法国勃艮第-弗朗什-孔泰大区约讷省的一个市镇，位于该省中部偏南，属于欧塞尔区。

## 地理
瓦朗（47°44'41"N, 3°32'19"E）面积11.7 平方千米，位于法国勃艮第-弗朗什-孔泰大區约讷省，该省份为法国中北部内陆省份，西接卢瓦雷省，西北接塞纳-马恩省，南至涅夫勒省，东临科多尔省，东北与奥布省接壤。
与瓦朗接壤的市镇（或旧市镇、城区）包括：欧塞尔、舍瓦讷、日莱韦克、瑞西。

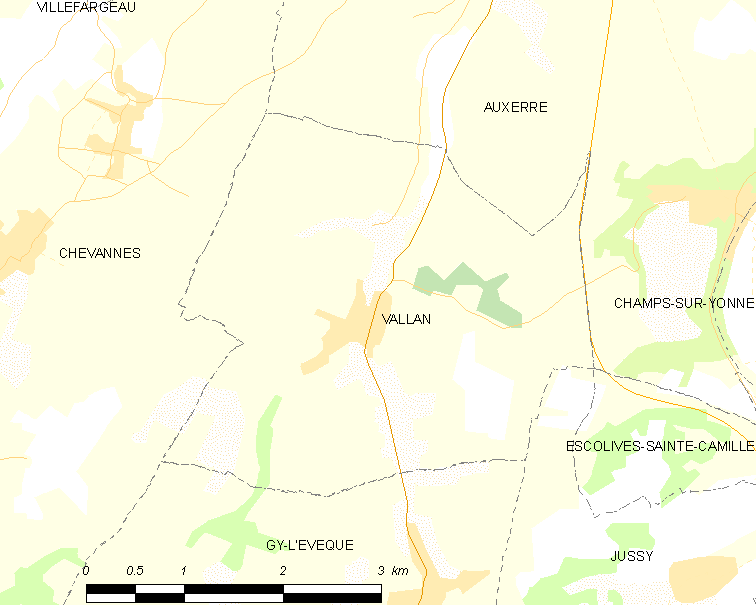
瓦朗的OSM定位图

瓦朗的时区为UTC+01:00、UTC+02:00（夏令时）。

## 行政
瓦朗的邮政编码为89580，INSEE市镇编码为89427。

## 政治
瓦朗所属的省级选区为欧塞尔第四县。

## 人口

1962-2008年间瓦朗人口变化图示

瓦朗于2022年1月1日时的人口数量为675人。